# Giovanni Moreno
Pour les articles homonymes, voir Moreno.
Giovanni Andrés Moreno Cardona, né le 1er juillet 1986 à Segovia (Colombie), est un ancien footballeur international colombien, qui évoluait au poste de milieu de terrain.

## Biographie

### Carrière en club
En 2010, il rejoint le Racing Club en Argentine. Il y inscrit 12 buts en 50 apparitions.
Lors de l'été 2012, il rejoint le Shanghai Shenhua, club de la Chinese Super League, pour un montant de 4,5 millions d'euros. Il joue plus de 230 matchs en Chinese Super League avec cette équipe. Pour un peu moins de 80 buts.

### Carrière en sélection
Giovanni Moreno reçoit 5 sélections en équipe de Colombie entre 2008 et 2012, inscrivant trois buts (14 sélections et 2 buts selon certaines sources).
Il joue son premier match en équipe de Colombie le 30 avril 2008, en amical contre le Venezuela (victoire 5-2). Il inscrit son premier but le 30 septembre 2009, en amical contre le Mexique (victoire 1-2).
Il participe avec l'équipe de Colombie aux éliminatoires du mondial 2010. Il inscrit un but lors de ces éliminatoires.

## Statistiques

### Buts internationaux
| Buts internationaux de Giovanni Moreno | Buts internationaux de Giovanni Moreno | Buts internationaux de Giovanni Moreno     | Buts internationaux de Giovanni Moreno | Buts internationaux de Giovanni Moreno | Buts internationaux de Giovanni Moreno | Buts internationaux de Giovanni Moreno   | Buts internationaux de Giovanni Moreno |
|                                        | Date                                   | Lieu                                       | Adversaire                             | Score                                  | Résultat                               | Compétition                              |                                        |
| -------------------------------------- | -------------------------------------- | ------------------------------------------ | -------------------------------------- | -------------------------------------- | -------------------------------------- | ---------------------------------------- | -------------------------------------- |
| 1.                                     | 30 septembre 2009                      | Cotton Bowl, Dallas, États-Unis            | Mexique                                | 1 - 0                                  | 2 - 1                                  | Match amical.                            |                                        |
| 2.                                     | 10 octobre 2009                        | Atanasio-Girardot, Medellín, Colombie      | Chili                                  | 2 - 2                                  | 2 - 4                                  | Éliminatoires de la Coupe du monde 2010. |                                        |
| 3.                                     | 27 mai 2010                            | FNB Stadium, Johannesbourg, Afrique du Sud | Afrique du Sud                         | 1 - 1                                  | 1 - 2                                  | Match amical.                            |                                        |